# Lijst van amfibieën in de Verenigde Staten
Onderstaande lijst van amfibieën in de Verenigde Staten bestaat uit een totaal van 306 in de Verenigde Staten voorkomende  soorten die zijn onderverdeeld in twee ordes: de salamanders  (Caudata) en de kikkers (Anura). Deze lijst is ontleend aan de databank van Amphibian Species of the World.

## Salamanders  (Caudata)

### Ambystomatidae
Orde: Caudata. 
Familie: Ambystomatidae
- Ambystoma annulatum Cope, 1886

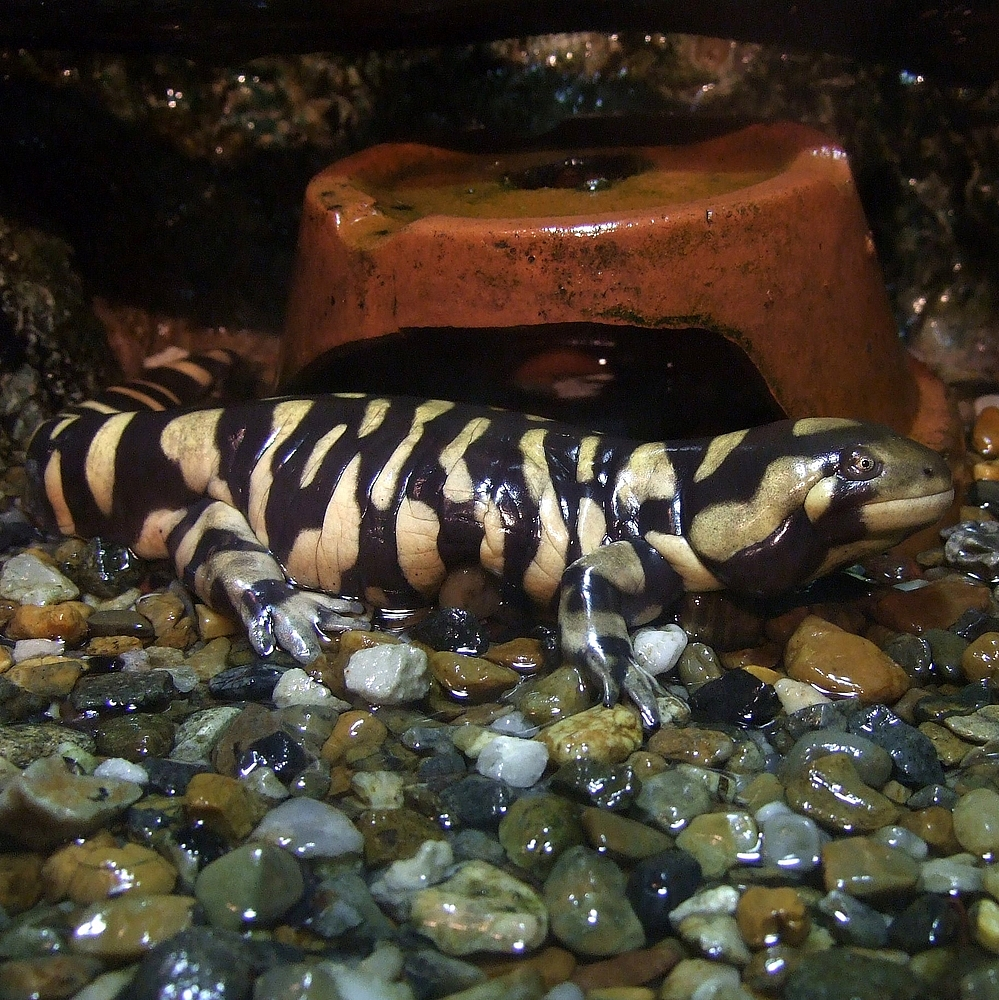
Ambystoma mavortium

- Ambystoma barbouri Kraus & Petranka, 1989
- Ambystoma bishopi Goin, 1950
- Ambystoma californiense Gray, 1853
- Ambystoma cingulatum Cope, 1868
- Ambystoma gracile (Baird, 1859)
- Ambystoma jeffersonianum (Green, 1827)
- Ambystoma laterale Hallowell, 1856
- Ambystoma mabeei Bishop, 1928
- Ambystoma macrodactylum Baird, 1850
- Ambystoma maculatum (Shaw, 1802)
- Ambystoma mavortium Baird, 1850
- Ambystoma opacum (Gravenhorst, 1807)
- Ambystoma talpoideum (Holbrook, 1838)
- Ambystoma texanum (Matthes, 1855)
- Ambystoma tigrinum (Green, 1825)
- Dicamptodon aterrimus (Cope, 1868)
- Dicamptodon copei Nussbaum, 1970
- Dicamptodon ensatus (Eschscholtz, 1833)
- Dicamptodon tenebrosus (Baird & Girard, 1852)

### Amphiumidae
Orde: Caudata. 
Familie: Amphiumidae
- Amphiuma means Garden, 1821
- Amphiuma pholeter Neill, 1964
- Amphiuma tridactylum Cuvier, 1827

### Cryptobranchidae
Orde: Caudata. 
Familie: Cryptobranchidae
- Cryptobranchus alleganiensis (Sonnini de Manoncourt & Latreille, 1801)
- Cryptobranchus bishopi Grobman, 1943

### Plethodontidae
Orde: Caudata. 
Familie: Plethodontidae

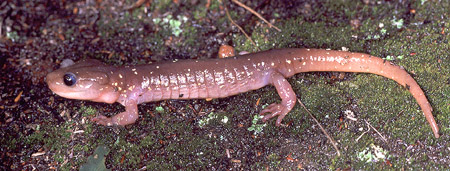
Aneides lugubris

- Batrachoseps altasierrae Jockusch, Martínez-Solano, Hansen, & Wake, 2012
- Batrachoseps attenuatus (Eschscholtz, 1833)
- Batrachoseps bramei Jockusch, Martínez-Solano, Hansen, & Wake, 2012
- Batrachoseps campi Marlow, Brode, & Wake, 1979
- Batrachoseps diabolicus Jockusch, Wake, & Yanev, 1998
- Batrachoseps gabrieli Wake, 1996
- Batrachoseps gavilanensis Jockusch, Yanev, & Wake, 2001
- Batrachoseps gregarius Jockusch, Wake, & Yanev, 1998
- Batrachoseps incognitus Jockusch, Yanev, & Wake, 2001
- Batrachoseps kawia Jockusch, Wake, & Yanev, 1998
- Batrachoseps luciae Jockusch, Yanev, & Wake, 2001
- Batrachoseps major Camp, 1915
- Batrachoseps minor Jockusch, Yanev, & Wake, 2001
- Batrachoseps nigriventris Cope, 1869
- Batrachoseps pacificus (Cope, 1865)
- Batrachoseps regius Jockusch, Wake, & Yanev, 1998
- Batrachoseps relictus Brame & Murray, 1968
- Batrachoseps robustus Wake, Yanev, & Hansen, 2002
- Batrachoseps simatus Brame & Murray, 1968
- Batrachoseps stebbinsi Brame & Murray, 1968
- Batrachoseps wrighti (Bishop, 1937)
- Eurycea aquatica Rose & Bush, 1963
- Eurycea bislineata (Green, 1818)
- Eurycea chamberlaini Harrison & Guttman, 2003
- Eurycea chisholmensis Chippindale, Price, Wiens, & Hillis, 2000
- Eurycea cirrigera (Green, 1831)
- Eurycea guttolineata (Holbrook, 1838)
- Eurycea junaluska Sever, Dundee, & Sullivan, 1976
- Eurycea latitans Smith & Potter, 1946
- Eurycea longicauda (Green, 1818)
- Eurycea lucifuga Rafinesque, 1822
- Eurycea multiplicata (Cope, 1869)
- Eurycea nana Bishop, 1941
- Eurycea naufragia Chippindale, Price, Wiens, & Hillis, 2000
- Eurycea neotenes Bishop & Wright, 1937
- Eurycea pterophila Burger, Smith, & Potter, 1950
- Eurycea quadridigitata (Holbrook, 1842)
- Eurycea rathbuni (Stejneger, 1896)
- Eurycea robusta (Longley, 1978)
- Eurycea sosorum Chippindale, Price, & Hillis, 1993
- Eurycea spelaea (Stejneger, 1892)
- Eurycea subfluvicola  Steffen, Irwin, Blair, & Bonett, 2014
- Eurycea tonkawae Chippindale, Price, Wiens, & Hillis, 2000
- Eurycea tridentifera Mitchell & Reddell, 1965
- Eurycea troglodytes Baker, 1957
- Eurycea tynerensis Moore & Hughes, 1939
- Eurycea wallacei (Carr, 1939)
- Eurycea waterlooensis Hillis, Chamberlain, Wilcox, & Chippindale, 2001
- Eurycea wilderae Dunn, 1920
- Gyrinophilus gulolineatus Brandon, 1965
- Gyrinophilus palleucus McCrady, 1954
- Gyrinophilus porphyriticus (Green, 1827)
- Gyrinophilus subterraneus Besharse & Holsinger, 1977
- Hemidactylium scutatum (Temminck, 1838)
- Pseudotriton diastictus  Bishop, 1941
- Pseudotriton montanus Baird, 1850
- Pseudotriton ruber (Sonnini de Manoncourt & Latreille, 1801)
- Stereochilus marginatus (Hallowell, 1856)
- Urspelerpes brucei Camp, Peterman, Milanovich, Lamb, Maerz, & Wake, 2009
- Aneides aeneus (Cope & Packard, 1881)
- Aneides ferreus Cope, 1869
- Aneides flavipunctatus (Strauch, 1870)
- Aneides hardii (Taylor, 1941)
- Aneides iecanus (Cope, 1883)
- Aneides lugubris (Hallowell, 1849)
- Aneides niger  Myers & Maslin, 1948
- Aneides vagrans  Wake & Jackman, 1999
- Desmognathus abditus  Anderson & Tilley, 2003
- Desmognathus aeneus Brown & Bishop, 1947
- Desmognathus apalachicolae  Means & Karlin, 1989
- Desmognathus aureatus (Martof, 1956)
- Desmognathus auriculatus (Holbrook, 1838)
- Desmognathus brimleyorum Stejneger, 1895
- Desmognathus carolinensis Dunn, 1916
- Desmognathus conanti  Rossman, 1958
- Desmognathus folkertsi Camp, Tilley, Austin, & Marshall, 2002
- Desmognathus fuscus (Rafinesque, 1820)
- Desmognathus imitator Dunn, 1927
- Desmognathus marmoratus (Moore, 1899)
- Desmognathus melanius (Martof, 1956)
- Desmognathus monticola Dunn, 1916
- Desmognathus ochrophaeus Cope, 1859
- Desmognathus ocoee  Nicholls, 1949
- Desmognathus orestes Tilley & Mahoney, 1996
- Desmognathus organi  Crespi, Browne, & Rissler, 2010
- Desmognathus planiceps  Newman, 1955
- Desmognathus quadramaculatus (Holbrook, 1840)
- Desmognathus santeetlah  Tilley, 1981
- Desmognathus welteri  Barbour, 1950
- Desmognathus wrighti  King, 1936
- Ensatina eschscholtzii  Gray, 1850
- Hydromantes brunus  Gorman, 1954
- Hydromantes platycephalus (Camp, 1916)
- Hydromantes shastae Gorman & Camp, 1953
- Phaeognathus hubrichti Highton, 1961
- Plethodon ainsworthi  Lazell, 1998
- Plethodon albagula Grobman, 1944
- Plethodon amplus Highton & Peabody, 2000
- Plethodon angusticlavius Grobman, 1944
- Plethodon asupak  Mead, Clayton, Nauman, Olson, & Pfrender, 2005
- Plethodon aureolus Highton, 1984
- Plethodon caddoensis  Pope & Pope, 1951
- Plethodon chattahoochee Highton, 1989
- Plethodon cheoah Highton & Peabody, 2000
- Plethodon chlorobryonis  Mittleman, 1951
- Plethodon cinereus (Green, 1818)
- Plethodon cylindraceus (Harlan, 1825)
- Plethodon dorsalis Cope, 1889
- Plethodon dunni Bishop, 1934
- Plethodon electromorphus Highton, 1999
- Plethodon elongatus Van Denburgh, 1916
- Plethodon fourchensis Duncan & Highton, 1979
- Plethodon glutinosus (Green, 1818)
- Plethodon grobmani Allen & Neill, 1949
- Plethodon hoffmani Highton, 1972
- Plethodon hubrichti Thurow, 1957
- Plethodon idahoensis Slater & Slipp, 1940
- Plethodon jordani Blatchley, 1901
- Plethodon kentucki Mittleman, 1951
- Plethodon kiamichi Highton, 1989
- Plethodon kisatchie Highton, 1989
- Plethodon larselli Burns, 1954
- Plethodon meridianus Highton & Peabody, 2000
- Plethodon metcalfi Brimley, 1912
- Plethodon mississippi Highton, 1989
- Plethodon montanus Highton & Peabody, 2000
- Plethodon neomexicanus Stebbins & Riemer, 1950
- Plethodon nettingi Green, 1938
- Plethodon ocmulgee Highton, 1989
- Plethodon ouachitae Dunn & Heinze, 1933
- Plethodon petraeus Wynn, Highton, & Jacobs, 1988
- Plethodon punctatus Highton, 1972
- Plethodon richmondi Netting & Mittleman, 1938
- Plethodon savannah Highton, 1989
- Plethodon sequoyah Highton, 1989
- Plethodon serratus Grobman, 1944
- Plethodon shenandoah Highton & Worthington, 1967
- Plethodon sherando Highton, 2004
- Plethodon shermani Stejneger, 1906
- Plethodon stormi Highton & Brame, 1965
- Plethodon teyahalee Hairston, 1950
- Plethodon vandykei Van Denburgh, 1906
- Plethodon variolatus (Gilliams, 1818)
- Plethodon vehiculum (Cooper, 1860)
- Plethodon ventralis Highton, 1997
- Plethodon virginia Highton, 1999
- Plethodon websteri Highton, 1979
- Plethodon wehrlei Fowler & Dunn, 1917
- Plethodon welleri Walker, 1931
- Plethodon yonahlossee Dunn, 1917

### Proteidae
Orde: Caudata. 
Familie: Proteidae
- Necturus alabamensis Viosca, 1937
- Necturus beyeri Viosca, 1937
- Necturus lewisi Brimley, 1924
- Necturus lodingi Viosca, 1937
- Necturus louisianensis Viosca, 1938
- Necturus maculosus (Rafinesque, 1818)
- Necturus punctatus (Gibbes, 1850)

### Rhyacotritonidae
Orde: Caudata. 
Familie: Rhyacotritonidae
- Rhyacotriton cascadae Good & Wake, 1992
- Rhyacotriton kezeri Good & Wake, 1992
- Rhyacotriton olympicus (Gaige, 1917)
- Rhyacotriton variegatus Stebbins & Lowe, 1951

### Salamandridae
Orde: Caudata. 
Familie: Salamandridae

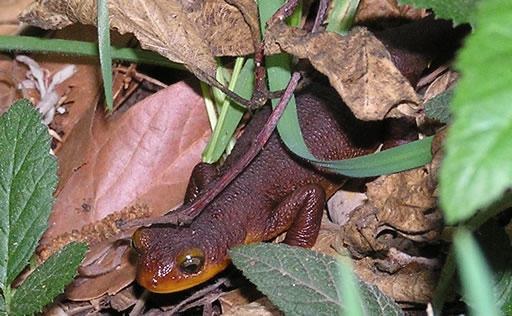
Taricha torosa

- Notophthalmus meridionalis (Cope, 1880)
- Notophthalmus perstriatus (Bishop, 1941)
- Notophthalmus viridescens (Rafinesque, 1820)
- Taricha granulosa (Skilton, 1849)
- Taricha rivularis (Twitty, 1935)
- Taricha sierrae (Twitty, 1942)
- Taricha torosa (Rathke, 1833)

### Sirenidae
Orde: Caudata. 
Familie: Sirenidae
- Pseudobranchus axanthus Netting & Goin, 1942
- Pseudobranchus striatus (LeConte, 1824)
- Siren intermedia Barnes, 1826
- Siren lacertina Österdam, 1766

## Kikkers (Anura)

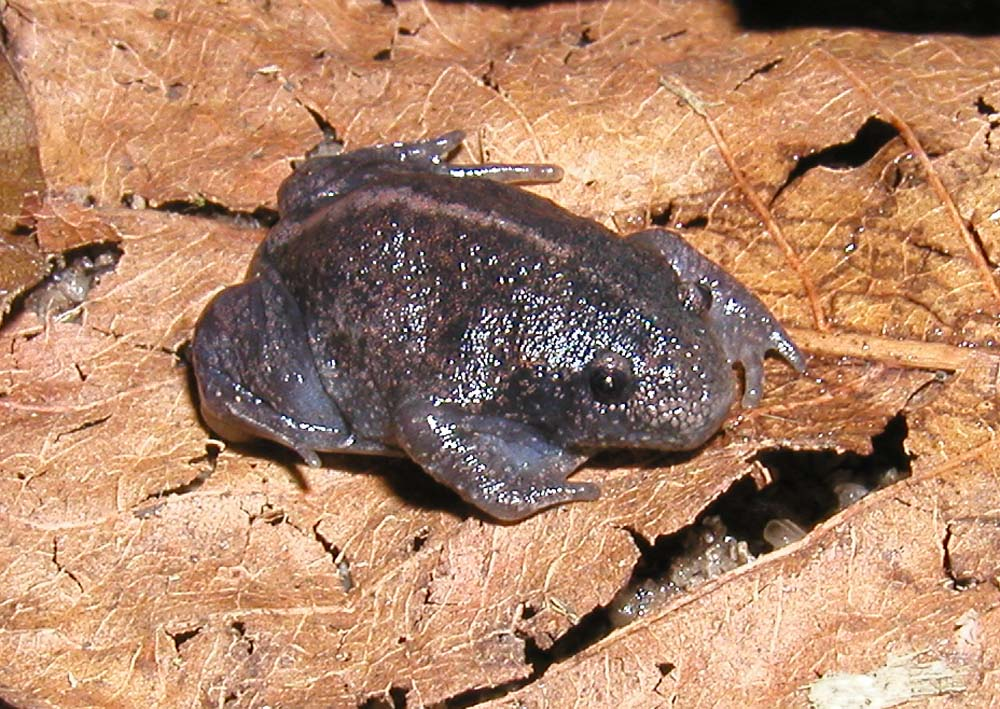
Rhinophrynus dorsalis

### Ascaphidae
Orde: Anura. 
Familie: Ascaphidae
- Ascaphus montanus Mittleman & Myers, 1949
- Ascaphus truei Stejneger, 1899

### Bufonidae
Orde: Anura. 
Familie: Bufonidae

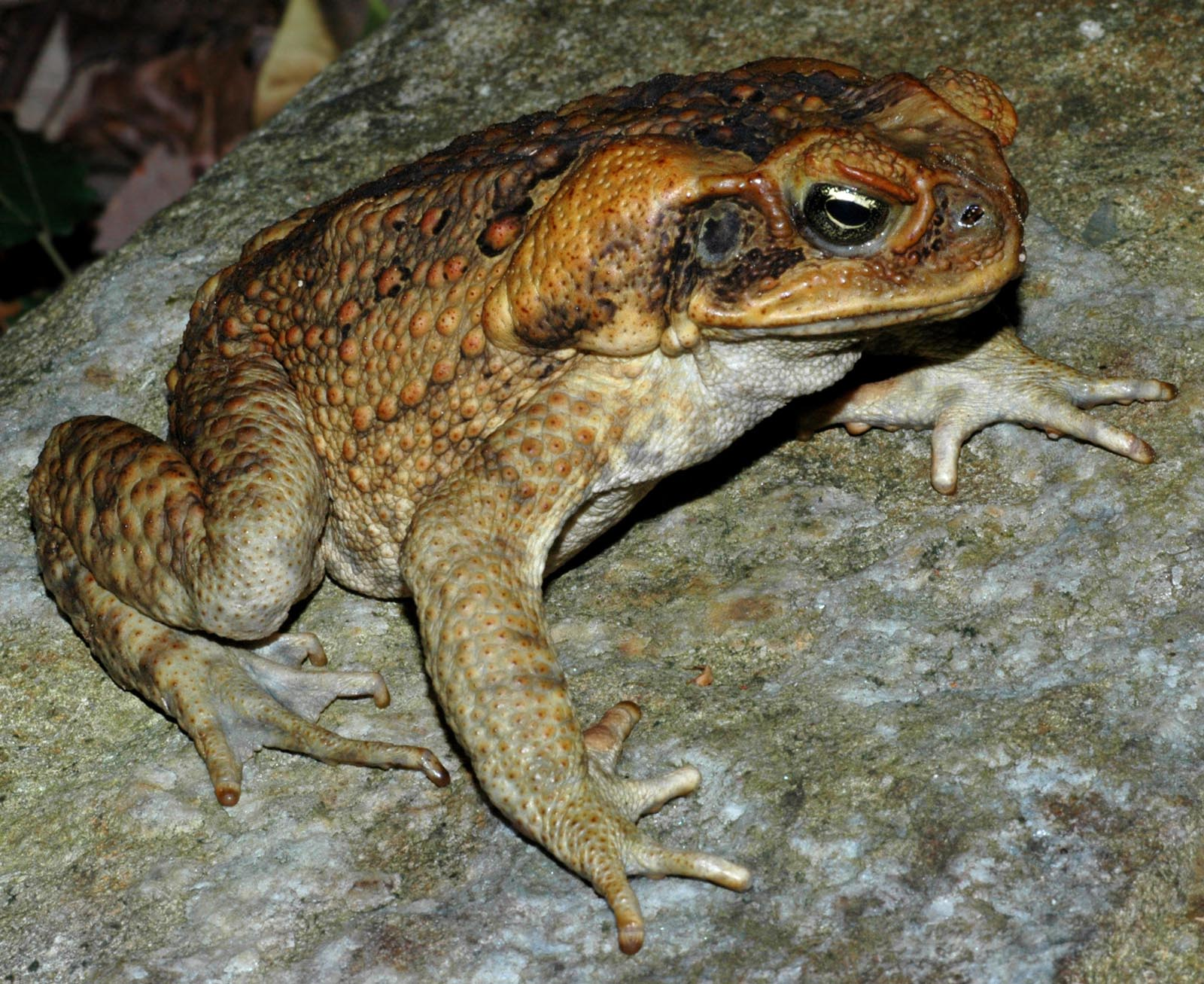
Rhinella marina

- Anaxyrus americanus (Holbrook, 1836)
- Anaxyrus baxteri (Porter, 1968)
- Anaxyrus boreas (Baird & Girard, 1852)
- Anaxyrus californicus (Camp, 1915)
- Anaxyrus canorus (Camp, 1916)
- Anaxyrus cognatus (Say, 1822)
- Anaxyrus debilis (Girard, 1854)
- Anaxyrus exsul (Myers, 1942)
- Anaxyrus fowleri (Hinckley, 1882)
- Anaxyrus hemiophrys (Cope, 1886)
- Anaxyrus houstonensis (Sanders, 1953)
- Anaxyrus microscaphus (Cope, 1867)
- Anaxyrus nelsoni (Stejneger, 1893)
- Anaxyrus punctatus (Baird & Girard, 1852)
- Anaxyrus quercicus (Holbrook, 1840)
- Anaxyrus retiformis (Sanders & Smith, 1951)
- Anaxyrus speciosus (Girard, 1854)
- Anaxyrus terrestris (Bonnaterre, 1789)
- Anaxyrus woodhousii (Girard, 1854)
- Incilius alvarius (Girard, 1859)
- Incilius nebulifer (Girard, 1854)
- Rhinella marina (Linnaeus, 1758)

### Craugastoridae
Orde: Anura. 
Familie: Craugastoridae
- Craugastor augusti (Dugès, 1879)

### Dendrobatidae
Orde: Anura. 
Familie: Dendrobatidae

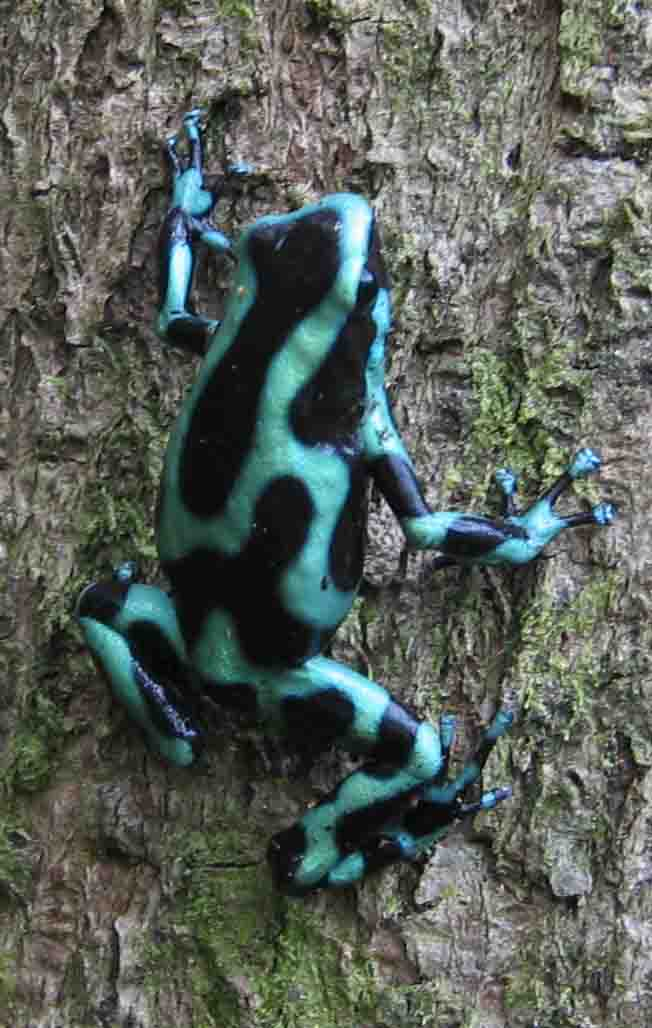
Dendrobates auratus

- Dendrobates auratus (Girard, 1855)

### Eleutherodactylidae
Orde: Anura. 
Familie: Eleutherodactylidae

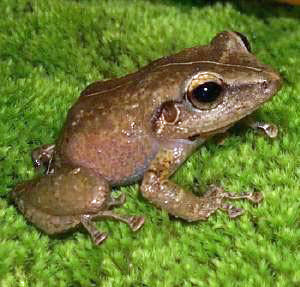
Eleutherodactylus coqui

- Eleutherodactylus coqui Thomas, 1966
- Eleutherodactylus cystignathoides (Cope, 1877)
- Eleutherodactylus guttilatus (Cope, 1879)
- Eleutherodactylus marnockii (Cope, 1878)
- Eleutherodactylus planirostris (Cope, 1862)

### Hylidae
Orde: Anura. 
Familie: Hylidae
- Acris blanchardi  Harper, 1947
- Acris crepitans Baird, 1854
- Acris gryllus (LeConte, 1825)
- Hyla andersonii Baird, 1854
- Hyla arenicolor Cope, 1866
- Hyla avivoca Viosca, 1928
- Hyla chrysoscelis Cope, 1880
- Hyla cinerea (Schneider, 1799)
- Hyla femoralis Daudin, 1800
- Hyla gratiosa LeConte, 1856
- Hyla squirella Daudin, 1800
- Hyla versicolor LeConte, 1825
- Hyla wrightorum  Taylor, 1939
- Osteopilus septentrionalis (Duméril & Bibron, 1841)
- Pseudacris brachyphona (Cope, 1889)
- Pseudacris brimleyi  Brandt & Walker, 1933
- Pseudacris cadaverina (Cope, 1866)
- Pseudacris clarkii (Baird, 1854)
- Pseudacris crucifer (Wied-Neuwied, 1838)
- Pseudacris fouquettei  Lemmon, Lemmon, Collins, & Cannatella, 2008
- Pseudacris hypochondriaca (Hallowell, 1854)
- Pseudacris illinoensis Smith, 1951
- Pseudacris kalmi  Harper, 1955
- Pseudacris maculata (Agassiz, 1850)
- Pseudacris nigrita (LeConte, 1825)
- Pseudacris ocularis (Holbrook, 1838)
- Pseudacris ornata (Holbrook, 1836)
- Pseudacris regilla (Baird & Girard, 1852)
- Pseudacris sierra (Jameson, Mackey, & Richmond, 1966)
- Pseudacris streckeri Wright & Wright, 1933
- Pseudacris triseriata (Wied-Neuwied, 1838)
- Smilisca baudinii (Duméril & Bibron, 1841)
- Smilisca fodiens (Boulenger, 1882)
- Litoria caerulea (White, 1790)

### Leptodactylidae
Orde: Anura. 
Familie: Leptodactylidae

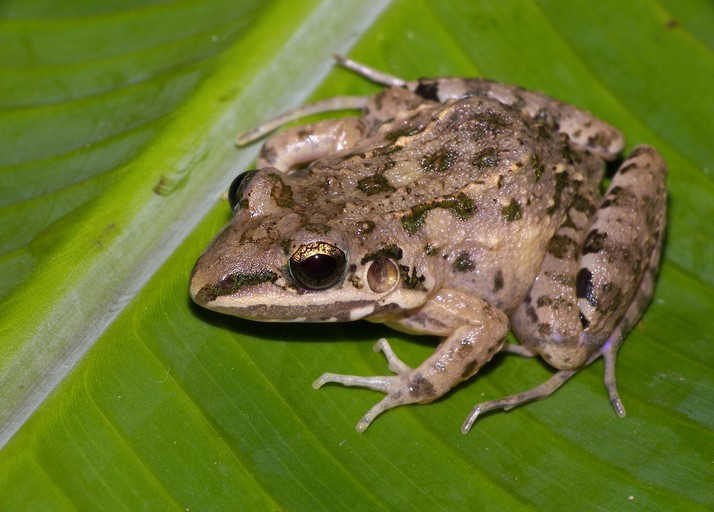
Leptodactylus fragilis

- Leptodactylus fragilis (Brocchi, 1877)

### Microhylidae
Orde: Anura. 
Familie: Microhylidae

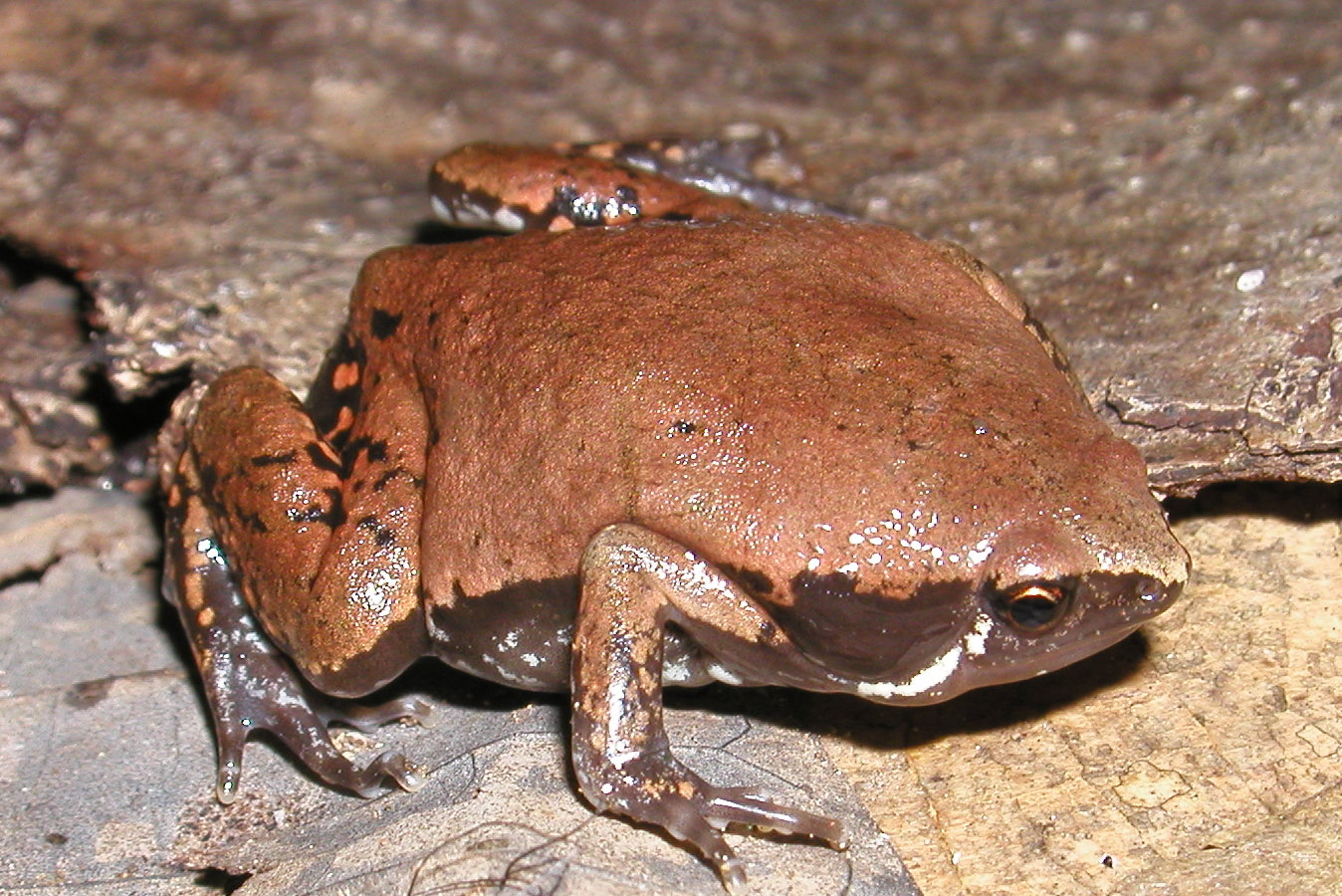
Hypopachus variolosus

- Gastrophryne carolinensis (Holbrook, 1835)
- Gastrophryne mazatlanensis (Taylor, 1943)
- Gastrophryne olivacea (Hallowell, 1856)
- Hypopachus variolosus (Cope, 1866)

### Pipidae

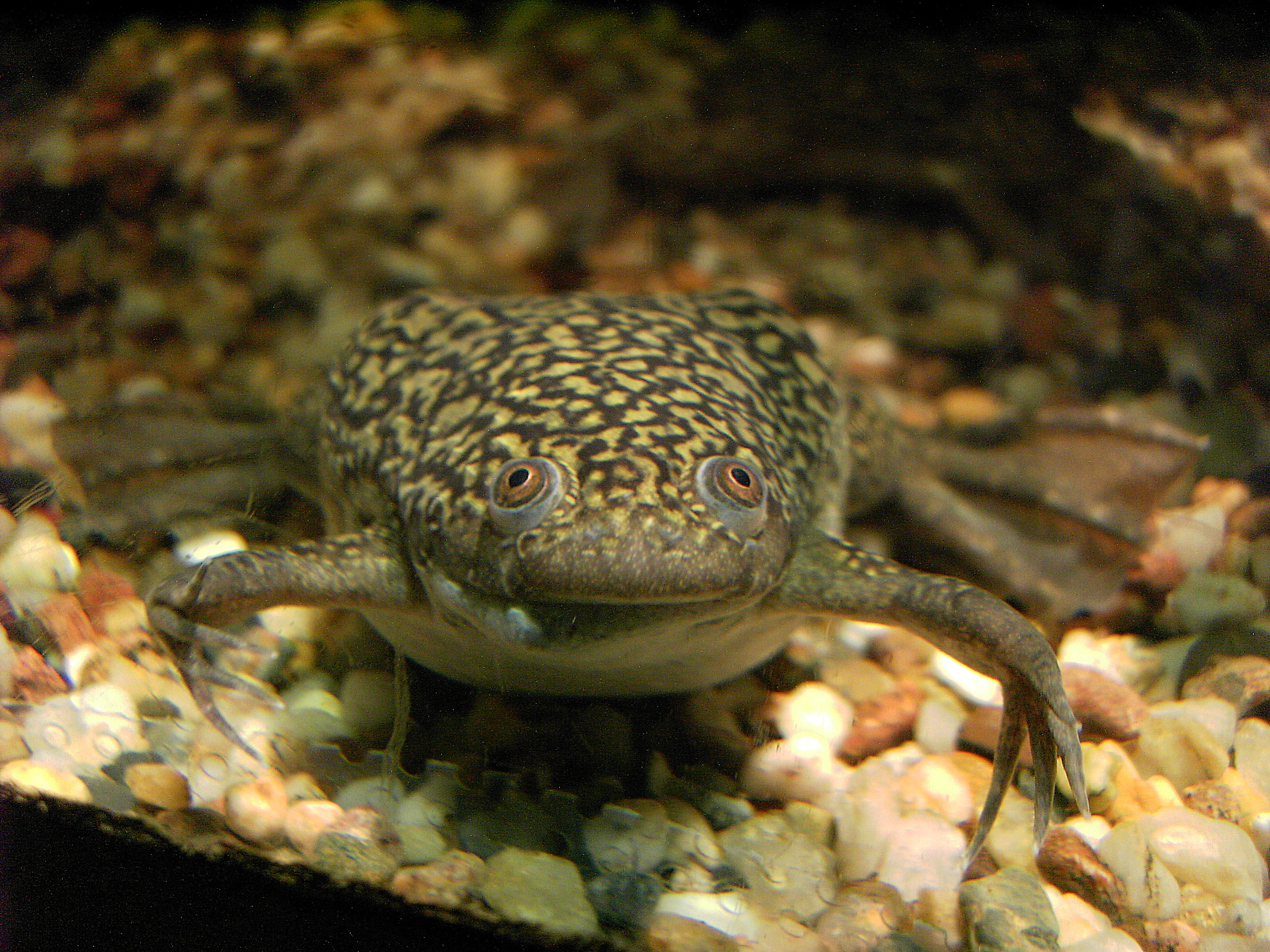
Xenopus laevis

Orde: Anura. 
Familie: Pipidae
- Xenopus laevis (Daudin, 1802)

### Ranidae
Orde: Anura. 
Familie: Ranidae

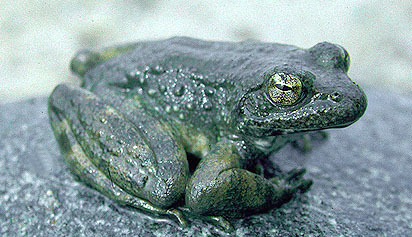
Rana boylii

- Glandirana rugosa (Temminck & Schlegel, 1838)
- Lithobates areolatus (Baird & Girard, 1852)
- Lithobates berlandieri (Baird, 1859)
- Lithobates blairi (Mecham, Littlejohn, Oldham, Brown, & Brown, 1973)
- Lithobates capito (LeConte, 1855)
- Lithobates catesbeianus (Shaw, 1802)
- Lithobates chiricahuensis (Platz & Mecham, 1979)
- Lithobates clamitans (Latreille, 1801)
- Lithobates fisheri (Stejneger, 1893)
- Lithobates grylio (Stejneger, 1901)
- Lithobates heckscheri (Wright, 1924)
- Lithobates okaloosae (Moler, 1985)
- Lithobates onca (Cope, 1875)
- Lithobates palustris (LeConte, 1825)
- Lithobates pipiens (Schreber, 1782)
- Lithobates septentrionalis (Baird, 1854)
- Lithobates sevosus (Goin & Netting, 1940)
- Lithobates sphenocephalus (Cope, 1886)
- Lithobates sylvaticus (LeConte, 1825)
- Lithobates tarahumarae (Boulenger, 1917)
- Lithobates virgatipes (Cope, 1891)
- Lithobates yavapaiensis (Platz & Frost, 1984)
- Rana aurora Baird & Girard, 1852
- Rana boylii Baird, 1854
- Rana cascadae Slater, 1939
- Rana draytonii Baird & Girard, 1852
- Rana luteiventris Thompson, 1913
- Rana muscosa Camp, 1917
- Rana pretiosa Baird & Girard, 1853
- Rana sierrae Camp, 1917

### Rhinophrynidae
Orde: Anura. 
Familie: Rhinophrynidae
- Rhinophrynus dorsalis Duméril & Bibron, 1841

### Scaphiopodidae
Orde: Anura. 
Familie: Scaphiopodidae
- Scaphiopus couchii Baird, 1854

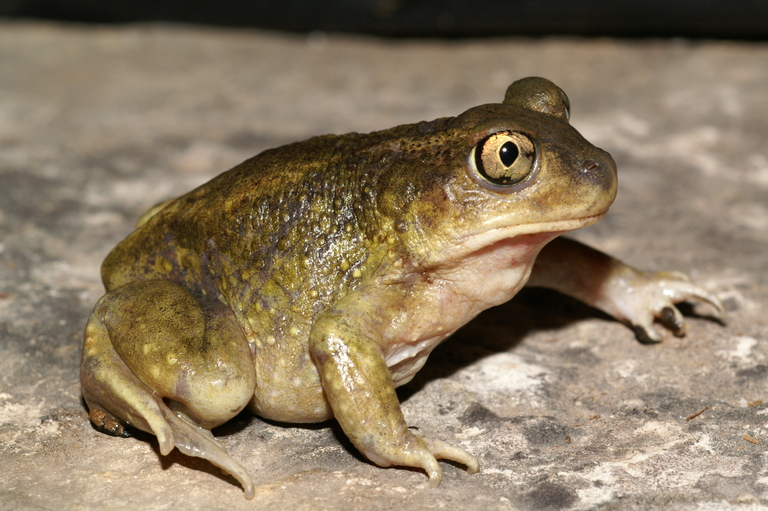
Scaphiopus hurterii

- Scaphiopus holbrookii (Harlan, 1835)
- Scaphiopus hurterii Strecker, 1910
- Spea bombifrons (Cope, 1863)
- Spea hammondii (Baird, 1859)
- Spea intermontana (Cope, 1883)
- Spea multiplicata (Cope, 1863)